# 许景城
许景城（英語：Raymond Koh），前译许景裕，是马来西亚的一名基督教牧师，于2017年2月13日被马来西亚皇家警察绑架。截至2023年12月，他仍然失踪。

## 背景
许景城曾因涉及不同种族和宗教背景的“希望社区”受益人群，被指控向穆斯林传教，甚至因此接到过包含红色威胁字眼的恐吓信和装有两颗子弹的盒子。

## 绑架
2017年2月13日，许景城驾车前往朋友家，途径八打灵再也SS4B/10路时，在光天化日之下被约10名戴面具的男子截停并掳走，至今失踪仍未被找到。2019年，大马人权委员会（SUHAKAM）作出裁决，确认许景城是被“强迫失踪”，绑架者是警方政治部的人员。

## 调查
警方逮捕了一名男子，作为对许景城家人敲诈案调查的一部分，并随后获得了他的延长羁押。然而，警方表示他们对牧师下落毫无线索。
时任全国总警长卡立表示，当局正在调查三种可能性：第一是牧师的个人问题，第二是极端主义活动，第三是绑架索赎。
有可能与许景城在马来西亚推行更严格伊斯兰法律的时候担任基督教活动家的角色有关。牧师曾在2011年卷入争议，被指控向穆斯林传教。一封用马来语写成、威胁其生命的纸条附有两颗子弹，被送到许景城的家中。

## 反应
反对党领袖旺阿兹莎将许景城的绑架与另一名社会活动家安里仄末的绑架进行了比较，后者于2016年11月失踪。
根据马来西亚人权委员会（SUHAKAM）宣布的调查结果，他们认定马来西亚特别分部（SB）负责了安里仄末和许景城的失踪事件，并且至2019年仍下落不明。此后，代理副总警长阿都哈密·峇多尔批评SUHAKAM对马来西亚皇家警察（PDRM）造成了负面影响。阿都哈密补充道，他对总警长弗兹能够对指控作出回应表示信心。同一天，首相马哈迪·莫哈末宣布，一旦弗兹退休（预计在2019年5月），将进行新的调查。